# Kanał Wieluński
Kanał Wieluński – kanał melioracyjny będący prawym dopływem rzeki Pyszna i stanowiący główny odbiornik wód opadowych, oczyszczonych ścieków komunalnych oraz przemysłowych z terenu Wielunia.
W najbardziej zurbanizowanej części biegu (od 3+770 km, na długości około 1,3 km) został ujęty w kanał kryty, uchodzi do Pysznej w miejscowości Bieniądzice.